# SV Haidlfing
Der SV Haidlfing ist ein Fußballverein aus dem niederbayerischen Dorf Haidlfing (Markt Wallersdorf, Landkreis Dingolfing-Landau).
Der Verein stieg erstmals 1968 in die niederbayerische Bezirksliga auf und hielt sich bis 1986 in dieser Spielklasse. In der Saison 1991/92 kehrte das Team noch einmal für ein Jahr in die Bezirksliga zurück. Seither spielt es unterklassig. Größter sportlicher Erfolg war 1978 die Teilnahme am DFB-Pokal. In der ersten Hauptrunde unterlag man auf eigenem Platz dem Zweitligisten SpVgg Bayreuth mit 0:5.